# Katarina kyrkobacke

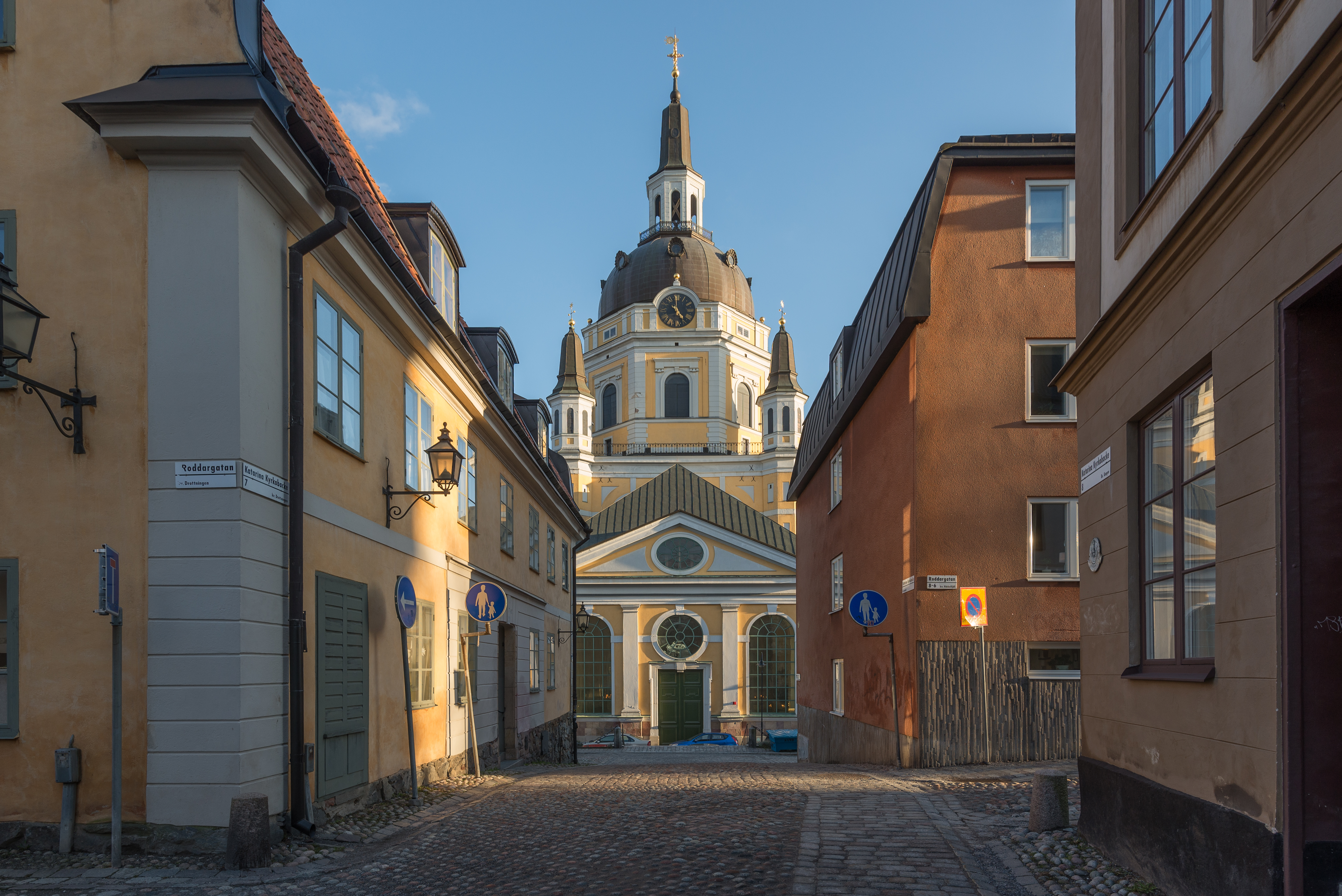
Katarina kyrkobacke, vy söderut med Katarina kyrka i fonden, 2015.

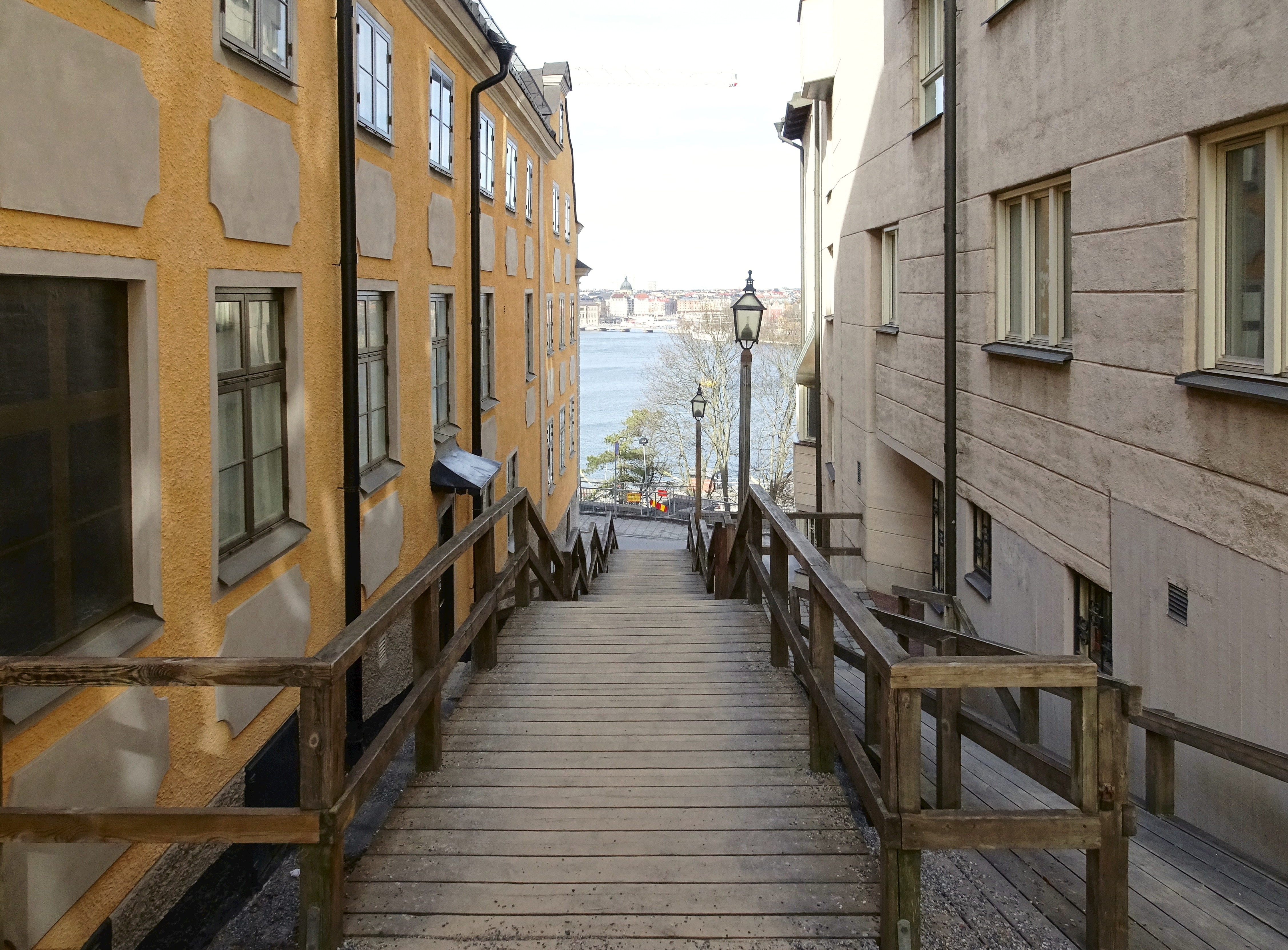
Katarina kyrkobacke, vy norrut med Elias Kullmans hus till vänster, 2019.

Katarina kyrkobacke är en smal gata som förbinder Katarina kyrka med Glasbruksgatan. Gatan fick sitt nuvarande namn i samband med den stora namnrevisionen i Stockholm 1885.
Gatan leder genom den kulturhistoriskt värdefulla bebyggelsen på Katarinaberget i nord-sydlig riktning och korsar Fiskargatan och Roddargatan. Gatan är mycket kuperad och den nordligaste delen ned till Glasbruksgatan är utformad som en trappa. Även den södra delen slutar med en trappa som leder ned till Högbergsgatan vid Katarina kyrka. Vid gatans början vid Glasbruksgatan ligger kvarteret Drottningen med en blandning av äldre bebyggelse och nya tillägg ritade av arkitekt Bengt Lindroos som belönades med 1986 års Kasper Salinpris för kvarteret.